# Dylan Kowalski
Pour les articles homonymes, voir Kowalski.
Dylan Kowalski, né le 26 janvier 1994 à Denain, est un coureur cycliste français.

## Biographie

### Débuts cyclistes et carrière chez les amateurs

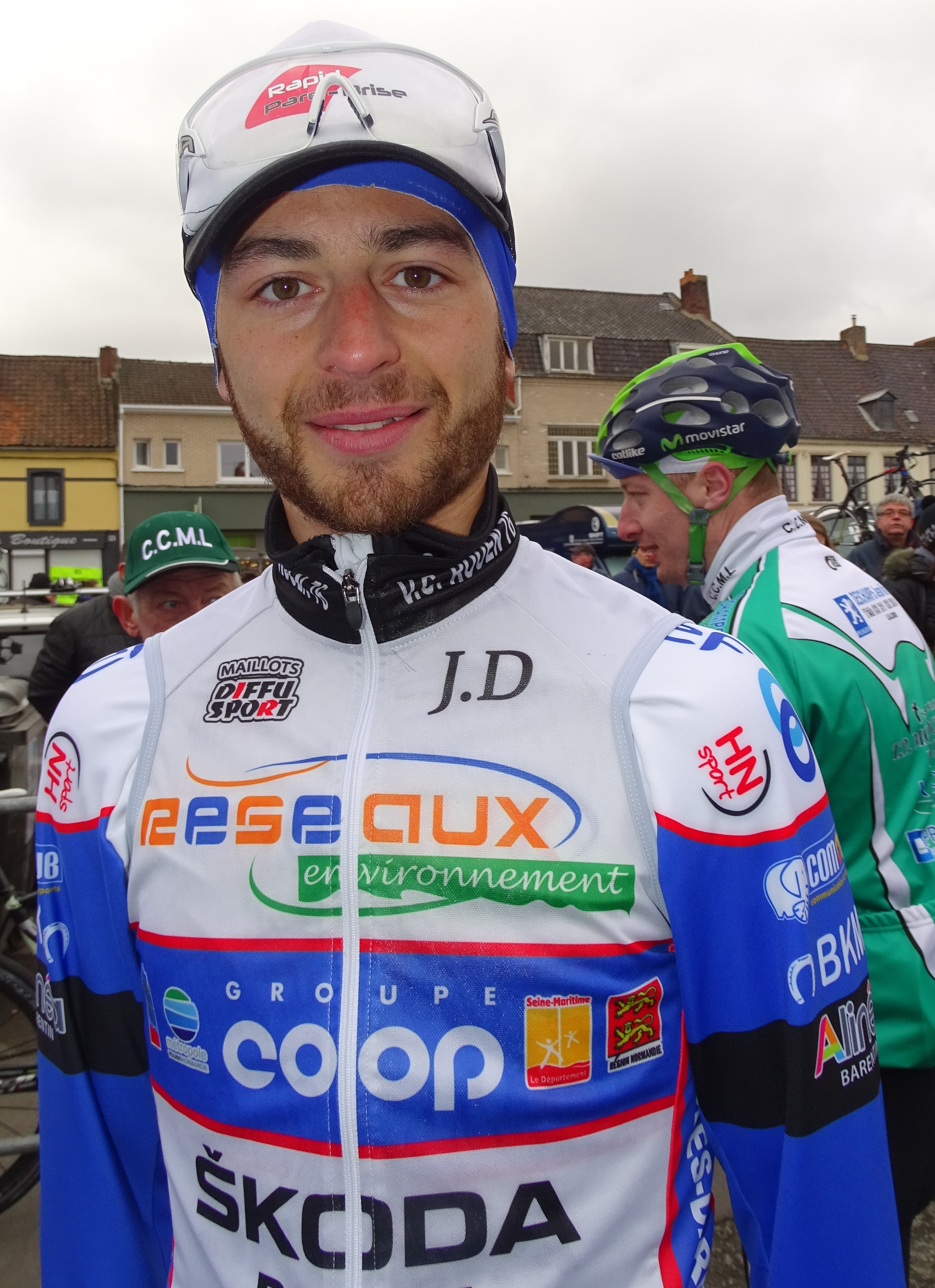
Dylan Kowalski lors du départ du Grand Prix de Lillers-Souvenir Bruno Comini 2016.

Dylan Kowalski naît le 26 janvier 1994 en France. Son frère, Rudy, est également coureur cycliste. Dans sa jeunesse, il joue au football pendant huit saisons. C'est finalement à l'âge de 15 ans qu'il décide de se consacrer au cyclisme, suivant ainsi les traces de son père, ancien cycliste amateur reconverti mécanicien de cycles.
Il court pour le CC Wasquehal Junior de 2011 à 2012. Lors de cette deuxième saison, il remporte les 1re et 4e étapes de la Course de la Paix juniors et le contre-la-montre par équipes de la 2ea étape de Liège-La Gleize. Il termine également 2e de Gand-Menin et 3e de La Bernaudeau Junior. 
En 2013, il porte les couleurs du VC Rouen 76 et fait ses débuts dans la catégorie espoirs. Il termine cette année-là 3e du Grand Prix de Bavay dans le département du Nord.
L'année suivante, il remporte La Gislard, le prologue et 3e étape du Tour de la Manche, la 2e étape et le classement général du Circuit du Mené ainsi que le Trio normand (avec Jérémy Leveau et Arnaud Descamps). Il termine également second du Tour de la Manche. 
En 2015, il court toujours sous les couleurs du VC Rouen 76 avec qui il remporte une étape du Tour de Seine-Maritime. Il effectue également quelques courses sous les couleurs de l'équipe de France espoirs.
Au cours de la saison 2016, il gagne le classement général et une étape des Trois jours de Cherbourg. Il est aussi vainqueur de la première étape du Tour de Mareuil-Verteillac-Ribérac. Dylan Kowalski obtient par ailleurs quelques accessits sur des épreuves normandes comme La Gislard qu'il boucle en seconde position. Il participe également à la première édition du Tour la Provence et au ZLM Tour avec l'équipe de France espoirs.

### Carrière professionnelle
Ses bonnes performances de l'année 2014 lui valent d'être stagiaire au sein de l'équipe Cofidis d'août à décembre. Il fait à cette occasion ses premiers pas dans le peloton professionnel et court parfois sur les mêmes épreuves que son frère Rudy. Il ne signe cependant pas de contrat avec la formation française à l'issue de ce stage et retourne au VC Rouen 76. 
Au mois de septembre 2016, il est engagé par l'équipe continentale nordiste Roubaix Lille Métropole pour la saison suivante. Il débute sous ses nouvelles couleurs sur le Grand Prix d'ouverture la Marseillaise (84e) avant de prendre part à l'Etoile de Bessèges. Il y est renversé par une voiture de l'organisation lors du départ fictif de la deuxième étape. Devant se faire opérer du nerf ulnaire du coude, il se voit privé de compétition pour plusieurs mois. Il fait son retour à la compétition lors des championnats de France, duquel il prend part à la première grande échappée de la journée. Le 4 septembre, il annonce mettre un terme à sa carrière cycliste, usé psychologiquement, expliquant ne plus avoir la motivation nécessaire malgré la possibilité de continuer avec la formation nordiste. En 2018, il travaille comme paysagiste, puis décide de reprendre la compétition en 2019 au VC Rouen 76.
Il repasse professionnel en 2021 au sein de l'équipe Xelliss-Roubaix Lille Métropole, puis retourne en 2022 au VC Rouen 76.

## Palmarès
| - 2012 - 1re et 4e étapes de la Course de la Paix juniors - 2ea étape de Liège-La Gleize (contre-la-montre par équipes) - 2e du Grand Prix André Noyelle - 2e de Gand-Menin - 2e du Grand Prix de Marles-les-Mines - 3e de La Bernaudeau Junior - 3e du Grand Prix de Sin-le-Noble - 2013 - 3e du Grand Prix de Bavay - 2014 - La Gislard - Prologue et 3e étape du Tour de la Manche - Circuit du Mené : - Classement général - 2e étape - Trio normand (avec Jérémy Leveau et Arnaud Descamps) - 2e du Tour de la Manche - 2015 - Grand Prix de Lambres-lez-Douai - 3e étape du Tour de Seine-Maritime - 3e du Tour de Seine-Maritime - 2016 - Grand Prix de Domjean - 1re étape du Tour de Mareuil-Verteillac-Ribérac - Souvenir Gérard Gaunelle - Circuit des Matignon - Trois Jours de Cherbourg : - Classement général - 1re étape - 2e de La Gislard - 2e du Tour du Loiret - 2e du Circuit des Remparts - 3e de la Boucle de l'Artois | - 2019 - Classement général de l'Essor breton - 4e étape du Tour des Deux-Sèvres - Prix de la Saint-Laurent - Trio normand (avec Enzo Anti et Jordan Levasseur) - 2e du Grand Prix de Bavay - 2e du Grand Prix des Marbriers - 2020 - Circuit des plages vendéennes : - Classement général - 5e épreuve - 2e de l'Étoile de Tressignaux - 3e du Grand Prix d'Availles-Limouzine - 2021 - 3e de Châtillon-Dijon - 2022 - 2e du Souvenir Louison-Bobet - 2e de la Ronde du Porhoët - 2e du championnat de Normandie - 3e du Grand Prix de Noyal |  |

## Classements mondiaux
| Année                                 | 2016  | 2017 | 2018 | 2019 | 2020 | 2021  |
| ------------------------------------- | ----- | ---- | ---- | ---- | ---- | ----- |
| Classement mondial                    | 1808e | nc   | nc   | 971e | nc   | 1305e |
| UCI Europe Tour                       | 1201e | nc   | nc   | 702e | nc   | 939e  |
|                                       |       |      |      |      |      |       |
| Légende : nc = non classéSource : UCI |       |      |      |      |      |       |